# 辛文善
辛 文善（シン・ムンソン、朝鮮語: 신문선）は韓国の元サッカー選手。明知大学校記録情報科学専門大学院教授、JTBCサッカー解説者。

## 経歴
油公コッキリ（現在の済州ユナイテッドFC）の創設メンバーの一人。現役引退後の翌1986年にMBCのサッカー解説委員に就任し、2001年からSBSの解説委員に転じた。

### 2006 FIFAワールドカップドイツ大会 解説委員降板事件
日韓ワールドカップにおいても解説を務めており、CM中にアナウンサーと安貞桓らの悪口を話した映像（オフレコ）がSBS版のNG大賞、さらには提携先の日本テレビの『徳光&所のスポーツえらい人グランプリ』でも紹介されている。続く2006 FIFAワールドカップドイツ大会でも黄善洪らとSBSの解説委員を務めていたが、6月24日のスイス対韓国戦の解説をめぐって視聴者らからの非難が殺到し、途中降板させられた。
問題となったのは、後半32分のスイスFWのアレクサンダー・フライの2点目となるゴール。シャビエル・マルガイラスがパスしたボールが李浩の足に当たり、マルガイラスがパスを出したときにはオンサイドだったフライに渡った。このとき、副審はオフサイド・フラッグを上げたが、主審のオラシオ・エリソンドは試合を続行した。
同じ時間、MBCで解説を務めていた車ドゥリは「詐欺」と叫び、MBCは試合終了後に「サッカーは今日・・・死んだ」という字幕を流した。車ドゥリとは対照的に、辛文善は冷静に主審の判定を支持した。
これに対して「愛国的」な韓国ネチズンからSBSに非難が殺到。これを受けてSBSは、ワールドカップ開催中であるにもかかわらず、3日後の6月27日に辛文善に帰国を命じた。
これには韓国内でのワールドカップ中継の放送体制にも問題あるといえる。韓国ではKBS、MBC、SBSの三大放送局が日本円に換算して約20億円で放映権を獲得したが、日本などのように試合毎に担当する放送局が決まっておらず、各局の裁量により放送するかを決めることができるようになっていた。そのため複数の局、試合によっては3局とも同じ試合を放映することも少なくなかった。実際、6月13日に行われた韓国対トーゴ戦では全国で70%近い視聴率を得ていたが、車範根・ドゥリ親子を特別解説者に迎えていたMBCがその半分近い30%超の視聴率を叩き出したのに対し、SBSは15%程度と低迷。この傾向は大会全体を通じても変わらず、SBSでも相当プレッシャーが掛かっていた段階で対スイス戦での問題が発生してしまった。
辛文善は後年「20年以上、サッカー解説者として活動してきた。解説者は正確な解説で視聴者の理解を助ける人だ。その過程において、度を超えた愛国心のため、誤った解説をしてはならない」と紙面で述べている。